# Koryta (województwo lubuskie)
Koryta – wieś w Polsce położona w województwie lubuskim, w powiecie sulęcińskim, w gminie Torzym.
W latach 1975–1998 miejscowość administracyjnie należała do województwa zielonogórskiego.
W Korytach znajduje się filialny kościół św. Józefa należący do parafii w Torzymiu. Świątynia została zbudowana w 1874 roku w stylu neogotyckim.